# Zone mixte de Navarre

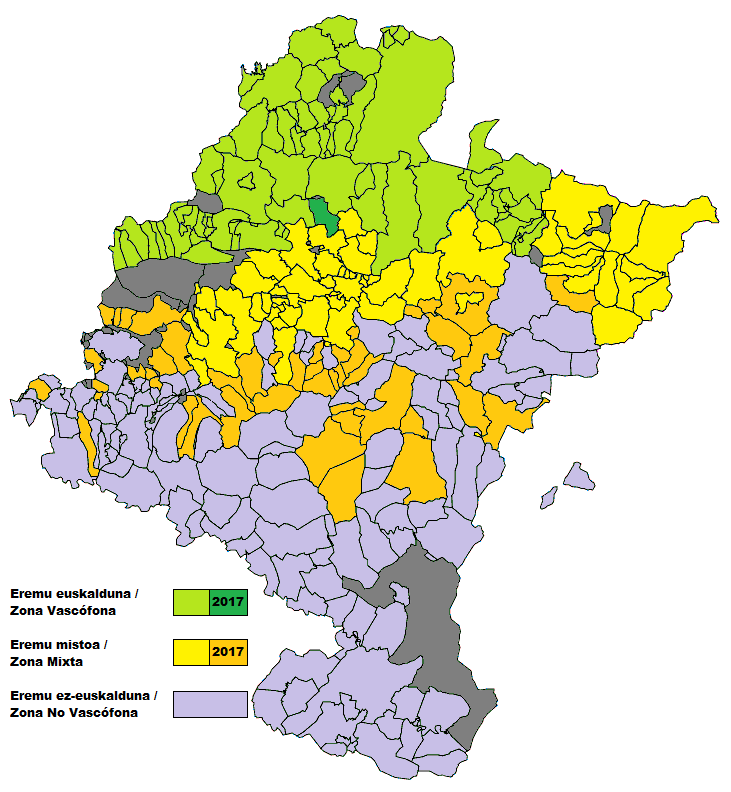
En vert, les municipalités de la zone bascophone. En jaune les municipalités qui sont dans la zone mixte de 1986 à 2017, et en orange, celles qui entrent en zone mixte après la réforme de 2017.

La zone mixte de Navarre, selon la loi forale sur la langue basque, approuvée en 1986, est avec la zone bascophone et celle non-bascophone (castillanophone), l'une des trois aires linguistiques de la province.
Cette zone comprend approximativement les communes situées au centre de la Navarre. Le basque est la langue officielle dans cette région, avec l'espagnol. La loi ayant subi plusieurs modifications au cours des dernières décennies, certaines communes ont ensuite rejoint la zone mixte.

## La loi
Alors que les administrations publiques des autres communautés autonomes étaient engagées à protéger leurs langues régionales, afin d'établir une législation de normalisation sur l'ensemble de leur étendue territoriale, la Navarre a quant à elle, créé un régime spécifique. Il consiste à promouvoir la langue basque dans deux zones : la zone mixte et la zone bascophone.
La loi provinciale sur la langue basque stipule dans le Chapitre III de l'enseignement dans la zone mixte que :

« Article 25
1) L'introduction de la langue basque dans l'enseignement se fera d'une façon graduelle, progressive et suffisante, dans les centres éducatifs, par la création de sections où l'enseignement sera dispensé en basque pour ceux qui le solliciteront
,.
2) Dans les secteurs d'éducation non universitaires, les élèves qui le désirent recevront des cours de langue basque de façon qu'à la fin de leur scolarisation ils possèdent un niveau suffisant de connaissances dans cette langue,. »

## Histoire
En 1986, la loi provinciale sur la langue basque a été adoptée dans la zone mixte des municipalités suivantes :
Abárzuza, Ansoáin, Aoiz, Arce-Artzi, Atetz, Barañáin, Bidaurreta, Burgui, Burlada, Cendea de Cizur, Cendea de Olza, Ciriza Etxarri, Esparza de Salazar, Estella-Lizarra, Etxauri, Ezcabarte, Ezcároz, Garde, Goñi, Güesa, Guesálaz, Huarte-Uharte, Isaba, Itza, Izalzu, Jaurrieta, Juslapeña-Txulapain, Lezaun, Lizoain-Arriasgoiti, Ochagavía, Odieta, Oláibar, Oroz-Betelu, Pampelune, Puente la Reina-Gares, Roncal-Erronkari, Salinas de Oro, Sarriés, Urzainqui, Uztárroz, Vallée d'Egüés, Vallée d'Ollo, Vallée d'Yerri, Vidángoz, Villava
Plus tard, les municipalités suivantes ont été ajoutées à la zone mixte : Berrioplano, Berriozar, Orkoien et Zizur Nagusia .
En 2010, le Parlement de Navarre a approuvé l'inclusion des communes d'Aranguren Belascoáin, Galar et Noain Elortzibar dans la zone mixte. Les trois premières municipalités, à savoir Aranguren Belascoáin et Galar, ont confirmé cette décision.
Le 3 février 2010, un total de 343 585 habitants vivaient dans la zone mixte, soit 54,49 % de la population de l'ensemble de la Navarre, l'une des cinq communes de l'ensemble de la Navarre.
Le 30 décembre 2014, afin de réduire l'enseignement du basque dans les zones mixtes, le Parti populaire a présenté un avenant visant à faire coïncider l'offre publique du modèle D avec celle de la zone non bascophone. Il a déclaré que les Ikastolas répondaient  déjà à la demande. Le modèle D est un enseignement qui se fait pour toutes les disciplines en basque et les élèves ont aussi 3 ou 4 heures d’espagnol comme langue seconde ; on peut considérer ce modèle comme étant un programme de maintien de la langue, pour les locuteurs de langue maternelle basque, et un programme d'immersion totale précoce, pour les locuteurs qui ne sont pas de langue maternelle basque.
Le 17 mars 2017, la proposition d'extension de la zone mixte a été approuvée par le Parlement de Navarre pour traitement. En conséquence, la zone mixte a été considérablement élargie avec l'ajout des municipalités suivantes : 
Abáigar, Adiós, Aibar, Allín, Améscoa Baja, Ancín, Añorbe, Aranarache, Arellano, Artazu Bargota, Beriáin, Biurrun-Olcoz, Cabredo, Cirauqui, Dicastillo, Enériz, Eulate, Gallués, Garínoain, Izagaondoa, Larraona, Leoz, Lerga, Lónguida, Mendigorria, Metauten, Mirafuentes, Murieta, Obanos, Olite, Oteiza, Pueyo, Sangüesa, Tafalla, Tiebas-Muruarte de Reta, Tirapu, Ujué, Unzué, Urraúl Bajo, Urroz-Villa, Villatuerta, Zuñiga
Ces modifications ont été approuvées par le Parlement de Navarre le 22 juin 2017. La Plénière du Parlement de Navarre a approuvé la loi, avec les votes pour de Geroa Bai, EH Bildu, Podemos-Ahal Dugu et IE et les votes contre l'UPN, le PSN et le PPN, sur la modification de l'article 5.1b de la Loi Forale 18 /1986 de l'Euskera, nouvelle dénomination de la norme, se référant à l'extension de la zone mixte à d'autres 44 localités, jusqu'à un total de 98, et au transfert d'Atetz à la zone bascophone.
La loi présentée par Geroa Bai, EH Bildu, Podemos-Ahal Dugu et Izquierda-Ezkerra intègre 44 localités de la zone non bascophone actuelle dans la zone mixte, en réponse à la « demande sociale manifestée à travers les accords de leur assemblée plénière municipale respective, symbole et représentation de la volonté citoyenne, adaptent la norme à l'évolution de la réalité sociolinguistique ».
La loi envisage la substitution de l'expression vascuence à celle de l'euskera  avec laquelle le nom de la norme devient la loi forale 18/1986, du 15 décembre, de l'euskera. En ce sens, on prétend que c'est le nom utilisé par l'Euskaltzaindia, un organe consultatif officiel selon la loi forale 18/1986, et c'est le terme inclus dans le dictionnaire de la Royale Académie Espagnole. Le Conseil de l'Europe et le Comité d'experts chargé de préparer les rapports d'évaluation de la Charte européenne des langues régionales ou minoritaires utilisent également le mot basque, à tel point que l'analyse de la Navarre s'intitule El euskera en Navarra.
D'autre part, l'évaluation du Défenseur du Peuple de Navarre, Javier Enériz, confirme que l'élargissement de la zone mixte «obéit aussi à la reconnaissance et à la protection spéciale de l'euskera et a pour but de promouvoir la récupération du développement de cette langue autochtone».
Quant à Atetz, la municipalité a quitté la zone mixte pour rejoindre la zone bascophone de Navarre.

## Situation socio-linguistique
Si l'on regarde les chiffres absolus en pourcentage de 2018, on constate que la majorité des 75 810 Navarrais bascophones âgés de 16 ans et plus vivent hors de la zone bascophone de Navarre : 29 459 dans l'espace bascophone (38,9 % des Basques navarrais), 42 551 en zone mixte (56,1 %) et 3 800 en zone non bascophone (5 %).
En ce qui concerne le nombre de bilingues réceptifs bascophones, la majorité des 42 994 Navarrais bascophones âgés de 16 ans et plus vivent dans une zone mixte : 5 187 dans la zone bascophone (12 % des bilingues réceptifs), 32 217 dans la zone mixte (75 %) et 5 590 dans la zone non bascophone (13 %).
En termes d'évolution de la compétence linguistique, de 1991 à 2018, la compétence linguistique dans les trois domaines n'a pas évolué de la même manière. Le pourcentage de bascophones dans l'espace bascophone est le même (60,3 % en 1991 et 60,8 % en 2018) et a augmenté dans deux autres domaines : de manière continue dans la zone mixte, de 5,2 % à 12,4 % ; et dans la zone non bascophone, il est passé de 0,6 % à 2,6 %.

### Données sociolinguistiques
Selon le pourcentage de la population basque :
1: Municipalité avec moins de 20 % de bascophones.
2: Municipalité avec un pourcentage compris entre 20% et 49% de bascophones.
| Municipalité (Nom officiel)               | Code | % de bascophones | 1 < 20% 2 > 20% et 49% |
| ----------------------------------------- | ---- | ---------------- | ---------------------- |
| Abáigar                                   | 001  | 6,4              | 1                      |
| Abárzuza / Abartzuza                      | 002  | 11,5             | 1                      |
| Adiós                                     | 007  | 7,1              | 1                      |
| Aibar / Oibar                             | 009  | 6,4              | 1                      |
| Allín / Allin                             | 011  | 15,4             | 1                      |
| Améscoa Baja                              | 013  | 10,8             | 1                      |
| Ancín / Antzin                            | 014  | 8,2              | 1                      |
| Añorbe                                    | 018  | 5,7              | 1                      |
| Ansoáin / Antsoain                        | 016  | 15,3             | 1                      |
| Aoiz / Agoitz                             | 019  | 17,4             | 1                      |
| Aranarache / Aranaratxe                   | 021  | 10,6             | 1                      |
| Aranguren                                 | 023  | 9,7              | 1                      |
| Arce / Artzi                              | 028  | 18,0             | 1                      |
| Arellano                                  | 030  | 13,9             | 1                      |
| Artazu                                    | 039  | 12,1             | 1                      |
| Barañáin / Barañain                       | 901  | 11,5             | 1                      |
| Bargota                                   | 047  | 4,4              | 1                      |
| Belascoáin                                | 052  | 3,6              | 1                      |
| Beriáin                                   | 905  | 7,7              | 1                      |
| Berrioplano / Berriobeiti                 | 902  | 14,8             | 1                      |
| Berriozar                                 | 903  | 13,1             | 1                      |
| Bidaurreta                                | 253  | 14,9             | 1                      |
| Biurrun-Olcoz                             | 056  | 5,6              | 1                      |
| Burgui / Burgi                            | 059  | 13,0             | 1                      |
| Burlada / Burlata                         | 060  | 13,2             | 1                      |
| Cabredo                                   | 063  | 20,3             | 2                      |
| Cendea de Olza / Oltza Zendea             | 193  | 15,1             | 1                      |
| Cirauqui / Zirauki                        | 074  | 11,9             | 1                      |
| Ciriza / Ziritza                          | 075  | 18,3             | 1                      |
| Cizur                                     | 076  | 9,2              | 1                      |
| Dicastillo                                | 080  | 6,7              | 1                      |
| Echarri / Etxarri                         | 083  | 26,6             | 2                      |
| Enériz / Eneritz                          | 089  | 11,0             | 1                      |
| Esparza de Salazar / Espartza Zaraitzu    | 095  | 34,0             | 2                      |
| Estella-Lizarra                           | 097  | 14,1             | 1                      |
| Etxauri                                   | 085  | 25,7             | 2                      |
| Eulate                                    | 100  | 5,4              | 1                      |
| Ezcabarte                                 | 101  | 16,7             | 1                      |
| Ezcároz / Ezkaroze                        | 093  | 13,3             | 1                      |
| Galar                                     | 109  | 13,2             | 1                      |
| Gallués / Galoze                          | 111  | 27,7             | 2                      |
| Garde                                     | 113  | 9,4              | 1                      |
| Garínoain                                 | 114  | 5,8              | 1                      |
| Goñi                                      | 118  | 2,8              | 1                      |
| Güesa / Gorza                             | 119  | 0,0              | 1                      |
| Guesálaz / Gesalatz                       | 120  | 7,8              | 1                      |
| Huarte / Uharte                           | 122  | 18,2             | 1                      |
| Isaba / Izaba                             | 128  | 22,5             | 2                      |
| Iza / Itza                                | 131  | 17,3             | 1                      |
| Izagaondoa                                | 132  | 8,8              | 1                      |
| Izalzu / Itzaltzu                         | 133  | 20,8             | 2                      |
| Jaurrieta                                 | 134  | 10,8             | 1                      |
| Juslapeña                                 | 136  | 23,1             | 2                      |
| Larraona                                  | 143  | 10,1             | 1                      |
| Leoz / Leotz                              | 150  | 28,2             | 2                      |
| Lerga                                     | 151  | 0,7              | 1                      |
| Lezaun                                    | 154  | 14,0             | 1                      |
| Lizoáin-Arriasgoiti / Lizoain-Arriasgoiti | 156  | 20,6             | 2                      |
| Lónguida / Longida                        | 158  | 16,6             | 1                      |
| Mendigorria                               | 167  | 5,2              | 1                      |
| Metauten                                  | 168  | 12,7             | 1                      |
| Mirafuentes                               | 170  | 14,5             | 1                      |
| Murieta                                   | 177  | 6,4              | 1                      |
| Obanos                                    | 183  | 12,1             | 1                      |
| Ochagavía / Otsagabia                     | 185  | 22,0             | 2                      |
| Odieta                                    | 186  | 35,2             | 2                      |
| Oláibar                                   | 188  | 19,9             | 1                      |
| Olite / Erriberri                         | 191  | 6,1              | 1                      |
| Orkoien                                   | 906  | 14,3             | 1                      |
| Oronz / Orontze                           | 198  | 30,3             | 2                      |
| Oroz-Betelu / Orotz-Betelu                | 199  | 5,0              | 1                      |
| Oteiza                                    | 200  | 4,3              | 1                      |
| Pamplona / Iruña                          | 201  | 11,2             | 1                      |
| Puente la Reina / Gares                   | 206  | 13,1             | 1                      |
| Pueyo                                     | 207  | 13,2             | 1                      |
| Roncal / Erronkari                        | 210  | 14,3             | 1                      |
| Salinas de Oro / Jaitz                    | 214  | 23,3             | 2                      |
| Sangüesa / Zangoza                        | 216  | 11,7             | 1                      |
| Sarriés / Sartze                          | 222  | 5,1              | 1                      |
| Tafalla                                   | 227  | 8,6              | 1                      |
| Tiebas-Muruarte de Reta                   | 228  | 7,1              | 1                      |
| Tirapu                                    | 229  | 12,0             | 1                      |
| Ujué / Uxue                               | 235  | 8,8              | 1                      |
| Unzué / Untzue                            | 238  | 6,6              | 1                      |
| Urraúl Bajo                               | 242  | 15,5             | 1                      |
| Urroz-Villa                               | 243  | 6,7              | 1                      |
| Urzainqui / Urzainki                      | 245  | 14,9             | 1                      |
| Uztárroz / Uztarroze                      | 247  | 5,8              | 1                      |
| Valle de Egüés / Eguesibar                | 086  | 10,6             | 1                      |
| Valle de Ollo / Ollaran                   | 194  | 28,0             | 2                      |
| Valle de Yerri / Deierri                  | 260  | 18,9             | 1                      |
| Vidángoz / Bidankoze                      | 252  | 24,3             | 2                      |
| Villatuerta                               | 257  | 6,9              | 1                      |
| Villava / Atarrabia                       | 258  | 18,7             | 1                      |
| Zabalza / Zabaltza                        | 262  | 16,2             | 1                      |
| Zizur Mayor / Zizur Nagusia               | 907  | 17,7             | 1                      |
| Zúñiga                                    | 265  | 13,3             | 1                      |
| Zúñiga                                    | 265  | 13,3             | 1                      |